# Ludwig av Sachsen-Coburg-Gotha
Ludwig av Sachsen-Coburg-Gotha Ludwig Gaston Klemens Maria, född 15 september 1870, död 23 januari 1942, var son till Ludwig August av Sachsen-Coburg-Gotha (1845–1907).
Gift första gången 1900 med Mathilde av Bayern (1877–1906) och ingick ett andra äktenskap 1907 med Anna von Trauttmansdorff-Weinsberg (1873-1948). 

## Barn
- Antonius (1901–1970); gift 1938 med Luise Mayrhofer (1903–1974)
- Immaculata (1904–1940)
- Josefine (1911–1997); gift 1937 med Richard von Baratta-Dragono (skilda 1945) (1901–1998)